# Микроша
«Микро́ша» — 8-разрядный микрокомпьютер, клон «Радио-86РК», частично совместимый с оригиналом. Серийно выпускался с 1987 года на Лианозовском электромеханическом заводе. Один из первых советских персональных компьютеров бытового назначения.
Как и «Радио-86РК», компьютер был сделан на наборе БИС К580. Ориентировочная розничная цена компьютера составляла 550 рублей, 500 р. (1988—1990 гг.).

## Технические характеристики

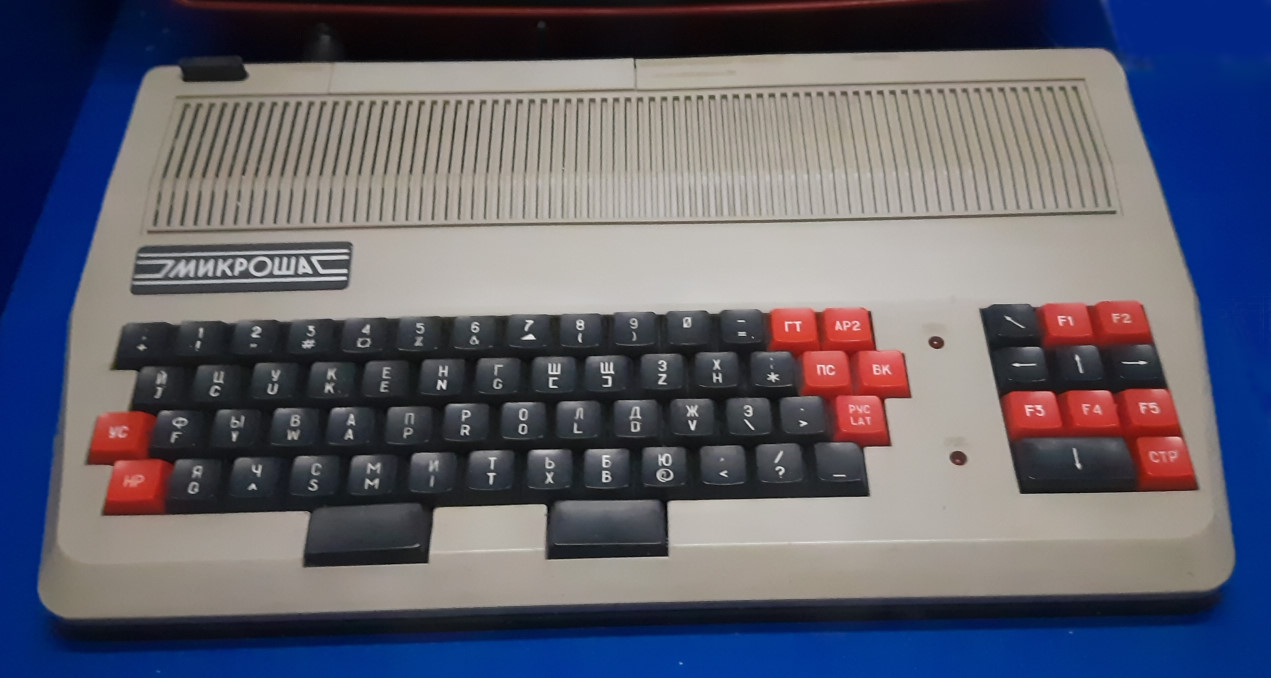

- Микропроцессор: КР580ВМ80А на тактовой частоте 1,77 МГц, быстродействие — 300 тыс. оп/с
- Память: ОЗУ — 32 Кб, ПЗУ — 2 Кб
- Устройство вывода: бытовой телевизор через видеовход либо в антенный вход через отдельный блок модулятора
- Режим отображения: монохромный, 25 строк по 64 символа, знакогенератор содержит символы псевдографики, что позволяет имитировать графический режим 128 × 50 точек
- Клавиатура: 68 клавиш
- Внешняя память: бытовой кассетный магнитофон, скорость чтения/записи — 700 бит/c
- Порты: «Интерфейс 1», «Интерфейс 2», «Внутренний интерфейс» (разъём ОНП-КС-23-Р (аналог СНП342-60Р))
- Питание: внешний блок питания 220 В (в школьном варианте — 42 В), на выходе — +5 В, −5 В, +12 В, потребляемая мощность — не более 20 Вт
- Размеры: системного блока — 390 × 230 × 55 мм, блока питания — 160 × 100 × 100 мм, модулятора — 100 × 30 × 40 мм

Теоретическая возможность подключения периферии через системный разъём:
- увеличение объёма ОЗУ
- увеличение объёма ПЗУ
- подключение НГМД через внешний контроллер
- программатор ППЗУ
- электронный диск ОЗУ или ПЗУ
- обеспечение связи с удалёнными ЭВМ (связной контроллер)
- приём и выдача аналоговых сигналов (модуль ЦАП-АЦП)

## Программное обеспечение
В поставку компьютера были включены кассеты с программами:
- Загрузчик, редактор и ассемблер, дизассемблер, отладчик, редактор текстов, графическая программа, Быстрый счёт, Удав, Ксоникс, Тетрис, Пэкман, Лестница, Клад, Цирк
- Бейсик
- Выпуск 8: Микалк, редактор и ассемблер, дизассемблер, Теннис, Хоккей, Бармен, Муравейник, Мешанина
- Выпуск 13: Pascal, макроассемблер с отладчиком, Диггер, Boulder Dash, Паника, Реверси, Покер, Уголки
- Выпуск 14: Си (RatC compiler), библиотека ввода-вывода (на Си), Странный теннис, текстовый редактор, Чудовище, ALIEN AMBUSH, Алмаз
- Выпуск 15: монитор ОЗУ, редактор структурных текстов, Шашки, RISE, XTRO, PAC-HALL, Пятнашки

Выпускался отдельный модуль ПЗУ на 32 Кб с интерпретатором Бейсика, текстовым редактором, ассемблером.

## Отличия от «Радио-86РК»
Несмотря на заявленную программную совместимость с «Радио-86РК», «Микроша» имеет ряд аппаратных и программных отличий, из-за которых прямое использование ПО от «Радио-86РК» становится не всегда возможным, требуется адаптация:
- Внутренние устройства имеют другие адреса. Все они находятся в верхних 16 КБ адресов, вместо верхних 32 КБ в РК.
- Знакогенератор имеет вдвое больший размер, добавлен кириллический шрифт с прописными и строчными буквами (одновременное использование символов из двух наборов невозможно).
- Добавлен таймер КР580ВИ53 для генерации звука и других целей.
- Скорость и формат ввода-вывода на магнитную ленту отличается.
- Программа встроенного Монитора изменена с учётом вышеперечисленных отличий. Также в ней отсутствуют некоторые функции ввода-вывода, имевшиеся в РК.

Таким образом, возможно использование только тех программ, которые не обращаются ко внутренним устройствам напрямую. Для загрузки программ в формате РК и последующего сохранения их в формате «Микроши» использовался Монитор-загрузчик. Он загружался в ОЗУ с адреса #5800 и позволял загрузить программу в формате РК, после чего штатным Монитором «Микроши» производилось её сохранение.

## Эмуляторы
- Emu80[7]
- Е3000[8]